# 2月22日
2月22日是公曆（平年）一年中的第53天，離全年結束還有312天（閏年則還有313天）。

## 大事记

### 19世紀以前
- 1262年：原本依附于忽必烈的汉人军阀李璮起兵反蒙。
- 1371年：蘇格蘭王室總務官羅伯特二世繼承其舅舅大衛二世的王位，建立斯圖亞特王朝。
- 1495年：查理八世进入那不勒斯并加冕自己为当地国王。
- 1799年：清朝皇帝嘉庆帝宣布前军机大臣和珅犯下二十条大罪，赐其在家中自尽。

### 19世紀
- 1819年：西班牙与美国签订《亚当斯-奥尼斯条约》，将西属佛罗里达割让给美国。
- 1848年：法國巴黎爆發反對七月王朝國王路易-菲利普一世的二月革命，建立法蘭西第二共和國。
- 1876年：根据美国慈善家约翰斯·霍普金斯的遗嘱，约翰斯·霍普金斯大学在马里兰州巴尔的摩正式创立。

### 20世紀
- 1909年：美国海军以康乃狄克号战舰为首的16艘船只成功完成环绕世界一周的任务。
- 1915年：第二次馬蘇里亞恩湖戰役（英语：Second Battle of the Masurian Lakes）結束，造成20萬名俄軍傷亡或失蹤。
- 1943年：纳粹德国人民法院裁定反纳粹主义组织白玫瑰成员汉斯·索尔和苏菲·索尔两兄妹死刑。
- 1974年：第二屆伊斯蘭國家高峰會在巴基斯坦召開。
- 1996年：贝宁加入世界貿易組織。
- 1997年：英国爱丁堡大学旗下的罗斯林研究所宣布已经成功复制哺乳动物桃莉羊。

### 21世紀
- 2002年：安哥拉反政府武裝争取安哥拉彻底独立全国联盟領導人若納斯·薩文比遭敵人埋伏遇害。
- 2006年：英格蘭銀行金庫大劫案。
- 2011年：紐西蘭基督城發生该国死伤第二惨重的地震，185人死亡。
- 2014年：乌克兰最高拉达经表决通过将时任乌克兰总统维克多·亚努科维奇革职，并提前举行总统选举。
- 2016年：無線電視高清翡翠台於03:00停播，由J5替代，全分途廣播。
- 2017年：美國天文學家宣布在TRAPPIST-1周圍發現四顆行星，並有三顆行星位於適居帶。
- 2019年：朝鮮駐西班牙大使館遭朝鮮抵抗組織“自由朝鮮”的人員入侵，8名使館職員被打傷，一批存有重要情報訊息的電子產品失竊。
- 2021年：法国电子音乐团体傻朋克宣告解散。

## 出生
- 1303年：元英宗硕德八剌，元朝皇帝（1323年逝世）
- 1403年：查理七世，法蘭西國王（1461年逝世）
- 1440年：拉斯洛五世，哈布斯堡王朝的匈牙利国王，波希米亚国王和奥地利大公（1457年逝世）
- 1732年：乔治·华盛顿，美國大陸軍軍官、政治人物、開國元勳，首任美國總統（1799年逝世）
- 1788年：亚瑟·叔本华，德国哲学家（1860年逝世）
- 1824年：皮埃爾·讓森，法國天文學家，氦元素的發現者（1907年逝世）
- 1857年：海因里希·鲁道夫·赫兹，德国物理学家（1894年逝世）
- 1857年：羅伯特·貝登堡，英國陸軍中將，童軍運動創始者（1941年逝世）
- 1864年：朱爾斯·勒納爾，法國古典作家（1910年逝世）
- 1871年：約翰·杜貝，南非作家、教育家、政治人物（1946年逝世）
- 1884年：約克·鮑文，英國作曲家、鋼琴家（1961年逝世）
- 1889年：奧莉芙·聖克萊·索姆斯，童軍運動和女童軍運動創始者（1977年逝世）
- 1900年：路易斯·布努埃尔，西班牙電影導演（1983年逝世）
- 1903年：弗蘭克·普倫普頓·拉姆齊，英國數學家、哲學家、經濟學家（1930年逝世）
- 1920年：邁克·薩德勒，英國陸軍軍官，最後一位逝世的特種空勤團首批士兵（2024年逝世）
- 1921年：讓-巴都·卜卡薩，中非軍人、政治人物，中非帝國皇帝（1996年逝世）
- 1925年：愛德華·戈里，美國作家、藝術家、插畫家（2000年逝世）
- 1925年：黃達，中國經濟學家（2023年逝世）
- 1925年：周君亮，中國水工建築物設計專家（2023年逝世）
- 1929年：吳漢章，華裔美國男演員、配音員、製片人、導演
- 1930年：林贊庭，台灣電影攝影師（2025年逝世）
- 1932年：泰德·甘迺迪，美國政治人物（2009年逝世）
- 1933年：肯特公爵夫人凱薩琳，英國王室成員
- 1935年：霍德，香港政治人物（2017年逝世）
- 1943年：山口二矢，日本學生運動家、極右翼政治人士，因刺殺左派領導人淺沼稻次郎而知名（1960年逝世）
- 1943年：霍斯特·科勒，德國政治人物、經濟學家，第9任德國總統（2025年逝世）
- 1943年：泰瑞·伊格頓，英國文學理論家、文學批評家、馬克思主義研究者
- 1946年：克里斯蒂娜·阿爾韋迪，西班牙女性權利活動家、律師、作家（2024年逝世）
- 1949年：尼基·勞達，奧地利一級方程式車手（2019年逝世）
- 1952年：馬時亨，香港政界人物
- 1952年：比爾·弗利斯特，美國政治人物、商人、醫生，前任美國參議院多數黨領袖
- 1952年：卡德加·普拉薩德·夏爾馬·奧利，尼泊爾政治人物，前任尼泊爾總理
- 1953年：柯受良，台灣歌手（2003年逝世）
- 1953年：譚艾珍，台灣女演員
- 1953年：名香智子，日本漫畫家
- 1954年：上山栃，日本漫畫家
- 1957年：詹益樺，台灣台獨推動者、社運家（1989年逝世）
- 1958年：梁家傑，香港律师，政治人物
- 1958年：凱斯·賽義德，突尼西亞政治人物，現任突尼西亞總統
- 1959年：凱爾·麥克拉蘭，美國男演員
- 1962年：史帝夫·厄文，澳洲動物保育人士、節目主持人（2006年逝世）
- 1962年：楊曉明，中國科學家
- 1963年：維傑·辛格，斐濟高爾夫球手
- 1963年：索奇特尔·加尔韦斯，墨西哥電腦工程師、企業家、政治人物
- 1968年：洁丽·雷恩，美国女演员
- 1969年：湯瑪斯·傑恩，美國男演員、導演、編劇、製片人、作家
- 1971年：小櫻悅子，日本女性聲優
- 1972年：大暮維人，日本漫畫家
- 1972年：張德培，美国華裔网球运动员
- 1972年：本·薩斯，美國政治人物，現任參議院議員
- 1974年：陣內智則，日本喜劇演員、主持人
- 1974年：詹姆仕·布朗特，英國男歌手
- 1975年：鄭元嘉，台灣男歌手
- 1975年：茱兒·芭莉摩，美国女演員
- 1977年：益田祐里，日本女歌手，m.o.v.e樂團主唱
- 1978年：溫昇豪，台灣演員
- 1978年：陳思誠，中國男演員
- 1979年：苗圃，中國女演員
- 1979年：風間由美，日本AV女優
- 1979年：李奈映，韓國女演員
- 1980年：姜成勳，韓國男子偶像團體水晶男孩成員
- 1981年：陳美詩，香港女藝人
- 1981年：井口祐一，日本男性聲優
- 1981年：艾洛蒂·袁，法國女演員
- 1982年：狩野英孝，日本搞笑藝人、歌手
- 1982年：珍娜·荷茲，美國前色情電影演員
- 1984年：羅鈞滿，香港男演員
- 1984年：佐藤祐基，日本男演員
- 1986年：魏晨，中國男歌手
- 1986年：阿梅德奥王子，比利時皇室成員
- 1986年：拉簡·朗多，美國職業籃球運動員
- 1986年：馬克·艾倫，英國職業司諾克選手
- 1987年：袁姍姍，中國女演員
- 1987年：葛薈婕，中國女模特兒
- 1987年：韓孝周，韓國女演員
- 1988年：馮允謙，香港男歌手
- 1988年：高佑麗，韓國女子偶像團體Rainbow前成員
- 1989年：江宏傑，台灣男子乒乓球運動員
- 1991年：麗貝卡·切普特蓋，烏干達女子田徑運動員（2024年逝世）
- 1992年：李珊珊，中國體操運動員
- 1994年：高野麻里佳，日本女性聲優
- 1994年：南柱赫，韓國模特兒、演員
- 1994年：韓恩書，韓國女演員
- 1995年：川村真矢，日本AV女優
- 1996年：譚芷翎，香港女演員
- 1996年：原风佳，日本女演员、模特儿
- 2000年：蒂莫西·維阿，美國職業足球運動員
- 2008年：倫納特·卡爾，德國職業足球運動員
- 生年不詳：關山美沙紀，日本女性聲優

## 逝世
- 1395年：冯胜，明朝开国大将（生年不詳）
- 1512年：亚美利哥·韦斯普奇，意大利商人、航海家、探險家（1451年出生）
- 1634年：稻葉正勝，日本江戶時代初期大名（1597年出生）
- 1799年：和珅，清朝官绅、富豪（1750年出生）
- 1809年：路德維希·馮·科本茨爾，奧地利外交官、政治人物（1753年出生）
- 1815年：史密森·特南特，英國化學家，元素銥和鋨的發現者（1761年出生）
- 1875年：讓-巴蒂斯·卡米耶·柯洛，法国畫家（1796年出生）
- 1898年：兴宣大院君，朝鲜王朝摄政（1820年出生）
- 1903年：胡戈·沃爾夫，奧地利作曲家、音樂評論家（1860年出生）
- 1913年：弗迪南·德·索緒爾，瑞士語言學家，現代語言學之父（1857年出生）
- 1913年：隆裕太后，光绪帝皇后，宣統朝皇太后（1868年出生）
- 1913年：弗朗西斯科·馬德羅，墨西哥商人、地主、革命家、作家、政治家，第33任墨西哥總統（1873年出生）
- 1916年：潘赤龍，越南反殖運動者、堪輿學家、新宗教運動主持人（1893年出生）
- 1931年：掛下重次郎，日本檢察官、法官（1857年出生）
- 1935年：伊莉莎白·伯努利，瑞士社會運動家（1873年出生）
- 1942年：斯蒂芬·茨威格，奥地利作家（1881年出生）
- 1943年：，納粹德國時期德國反抗組織白玫瑰成員（1918年出生）
- 1943年：蘇菲·索爾，納粹德國時期德國反抗組織白玫瑰成員（1921年出生）
- 1964年：白克，臺灣電影導演、影評人（1914年出生）
- 1975年：奧斯卡·佩龍，德國數學家（1880年出生）
- 1987年：安迪·沃荷，美國艺术家（1928年出生）
- 1992年：苏迪曼，马来西亚天王巨星（1954年出生）
- 1993年：吳楚帆，香港男演員（1911年出生）
- 1993年：蔡光黃，越南共和國中將（1918年出生）
- 1995年：林翠，香港電影演員（1936年出生）
- 1996年：蔡宏達，臺灣版畫家（1967年出生）
- 1997年：威廉·卡魯什，美國數學家（1917年出生）
- 2002年：查克·瓊斯，美國動畫師、漫畫家、編劇家、製作人、動畫電影導演（1912年出生）
- 2005年：李恩宙，韓國女星（1980年出生）
- 2006年：陳實忻，台灣業餘無線電人員（1915年出生）
- 2006年：拉惹勒南，新加坡政治人物（1915年出生）
- 2006年：安積莉卡·露絲安奴（英语：Angelica Rozeanu），羅馬尼亞女子乒乓球选手（1921年出生）
- 2006年：董驃，香港馬評人、騎師、練馬師和電視、電影演員（1933年出生）
- 2014年：袁牧女，中国浙江寧波出生的影視劇導演、演員（1957年出生）
- 2018年：李菁，香港邵氏電影演員（1948年出生）
- 2022年：，烏克蘭文學評論家、社會激進分子、持不同政見者、烏克蘭英雄（1931年出生）
- 2022年：陳凱希，馬來西亞政治家、企業家、慈善家（1937年出生）
- 2023年：孫曼霽，中國生化藥理學家（1931年出生）
- 2023年：艾哈邁德·庫賴，巴勒斯坦政治人物，第2任巴勒斯坦自治政府總理（1937年出生）
- 2024年：伊迪·切卡雷利，美國超級人瑞（1908年出生）
- 2025年：希山薩赫如丁，馬來西亞政治人物（1966年出生）

## 节假日与习俗
- 世界懷念日
- 中華民國：營養師節
- 圣卢西亚：獨立日
- 日本：
  - 竹島日（日语：竹島の日）
  - 貓之日
  - 忍者日。因日文「2」與「忍」同音，日本甲賀市和伊賀市於2015年訂定每年2月22日為「忍者日」，公務員會扮成忍者的模樣，也會舉行與忍者相關的慶祝活動。[1][2][3]
- 北美洲：世界煮一顆地瓜日（National Cook Sweet Potato Day）